# Schöftland
Schöftland est une commune suisse du canton d'Argovie, située dans le district de Kulm.

Photo aérienne (1958).